# Ferdinand Brunšvicko-Wolfenbüttelský
Ferdinand Brunšvicko-Wolfenbüttelský (Ferdinand von Braunschweig-Wolfenbüttel) (12. ledna 1721 Braunschweig – 3. července 1792 Vechelde) byl princem a vévodou Brunšvicko-wolfenbüttelkého knížectví. Byl polním maršálem ve službách Pruského království a Hannoverského kurfiřtství a byl také v britských službách.

## Životopis

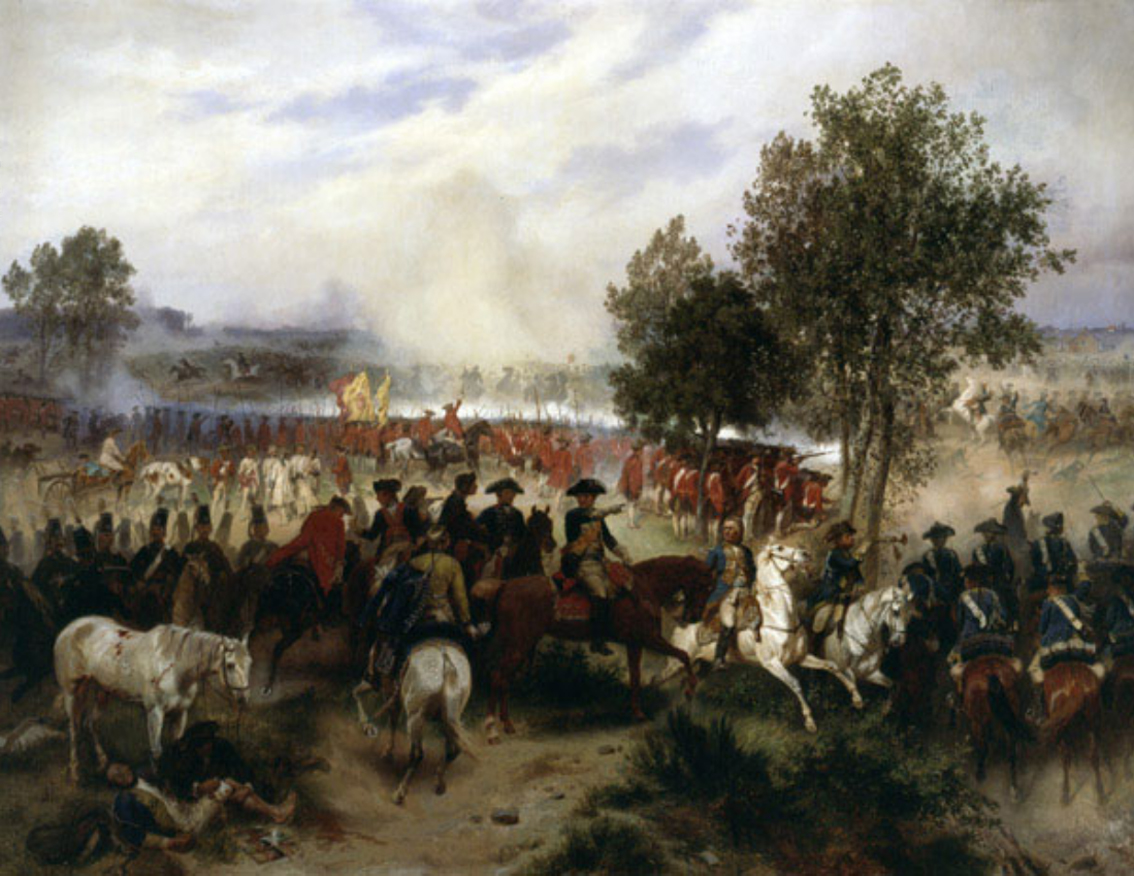
vévoda Ferdinand Brunšvický v bitvě u Krefeldu

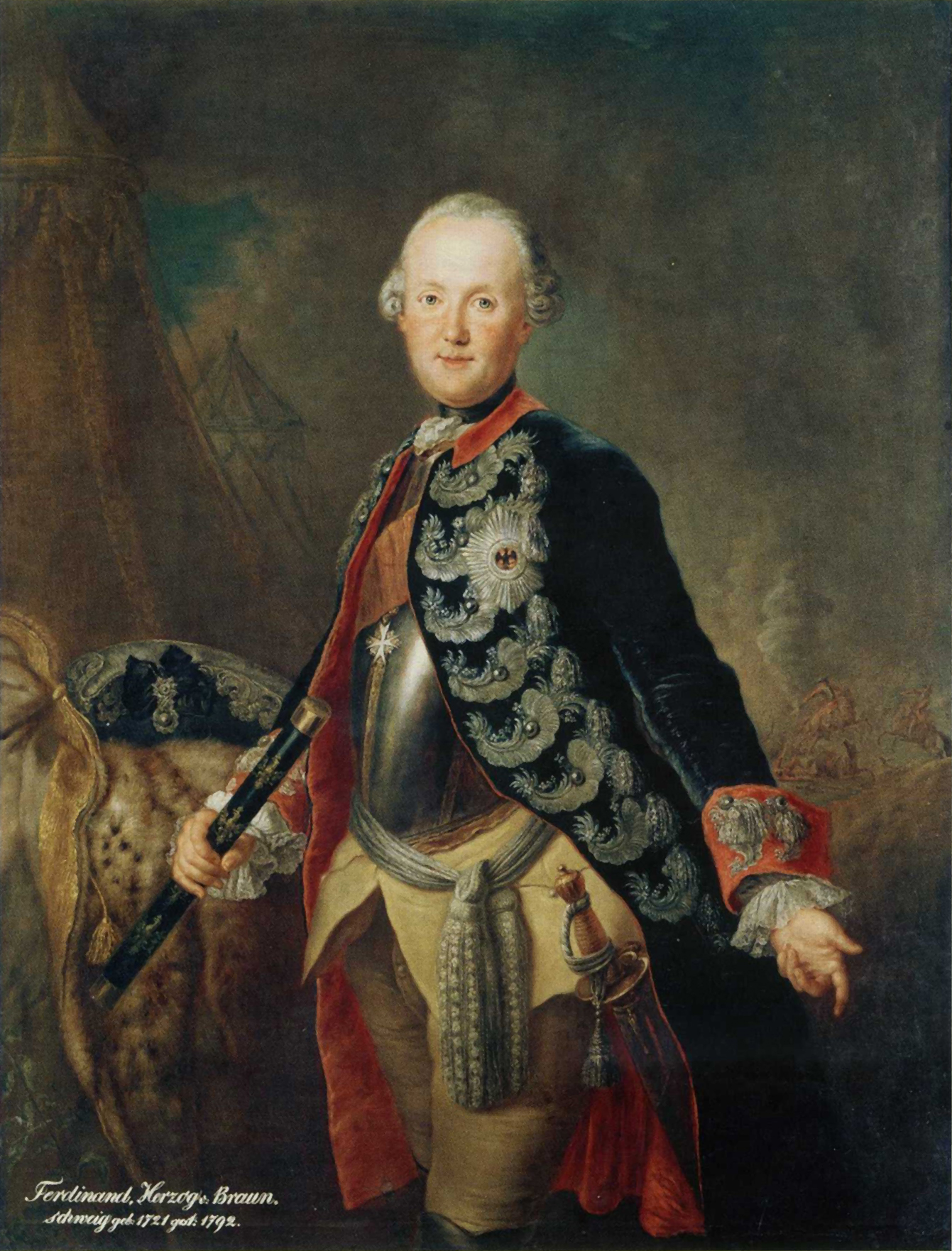
Vévoda Ferdinand Brunšvický v roce 1741

Ferdinand Brunšvicko-Wolfenbüttelský pocházel z hannoverské dynastie, narodil se jako čtvrtý syn z jedenáctí děti vévody Ferdinanda Albrechta II. Brunšvicko-Wolfenbüttelského a jeho manželky vévodkyně Antonie Amálie Brunšvicko-Wolfenbüttelské. V roce 1740 se stal plukovníkem a náčelníkem pruského střeleckého pluku (č. 39) a protože jeho pluk ještě nebyl plně vybaven, zúčastnil se jako dobrovolník tažení v roce 1741 ve Slezsku. Účastnil se bitvy u Mollwitzu a bitvy u Chotusic společně se svým švagrem pruským králem Friedrichem II. Velikým. Po podepsání mírových dohod se stal jeho společníkem a byl povýšen na generálmajora pěchoty. Když vypukla druhá slezská válka, byl jeho pluk převeden pod velení knížete Leopolda I. Anhaltsko-Desavského do Čech. Byl jmenován velitelem staropruského pěšího pluku. V roce 1745 doprovázel pruského krále s jeho armádou do Slezska. V bitvě u Hohenfriedbergu se svou brigádou obsadil vesnici Střihom, a přestože byl zraněn, následně se účastnil bitvy u Hajnice. Díky přízni a osobní vazbě na pruského krále se stal velitelem posádky v Postupimi. V roce 1750 byl povýšen na generálporučíka a stal se guvernérem pevnosti Peitz v Lužici, později byl v roce 1755 převelen do Magdeburgu. Po vypuknutí sedmileté války v roce 1756 nejprve dobyl Lipsko a postupoval jednou ze tří kolon do Čech. Jako velitel pravého křídla se s pruskou armádou účastnil bitvy u Lovosic, kterou překvapivě vyhrála pruská armáda nad rakouskou. V roce 1757 se účastnil bitvy u Rossbachu, kde byl velitelem křídla pruské armády, která zde zvítězila přesvědčivě nad rakouskou armádou díky jezdectvu. Na žádost Hannoverského kurfiřtství byl propuštěn z pruských služeb. Byl jmenován generálem pěchoty v západním Německu. V prosinci 1757 zatlačil francouzská vojska maršála de Richelieu zpět do Celle. Na jaře roku 1758 porazil i jeho nástupce v bitvě u Krefeldu. V roce 1759 velel společné britsko-hannoverské armádě, která dobyla zpět pevnost Minden blízko Hannoveru a porazila francouzskou armádu pod velením markýze de Contades. Po několika kampaních ustala invaze Francouzů do Německa a v roce 1762 byla podepsána mírová dohoda. Po odchodu z armády pobýval na svém panství ve Vechelde. V roce 1792 zemřel na zápal plic. Poprvé byl pohřben ve své zahradě. V obavě, že bude pohřben zaživa, měl rakev vybavenou oknem, vzduchovými otvory a klíčem, aby ji bylo možné v případě potřeby zevnitř otevřít. Jeho rakev byla později přenesena do krypty katedrály svatého Blažeje.

## Zednářství
V roce 1740 byl přijat do zednářské lože svým švagrem pruským králem Friedrichem II. Za vévodství Brunšvické se stal anglickým provinčním velmistrem. Stejně jako Karel Hesensko-Kasselský se stal v roce 1783 členem Řádu Iluminátů.

## Pocty

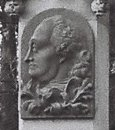
Busta vévody Ferdinanda

Busta, kterou vytvořil Johann Gottfried Schadow v roce 1808 ve Walhalle v Donaustaufu, připomíná vévodu Brunšvicko-Lüneburského, jako hannoverského osvoboditele.

## Vývod z předků
|                                      |                                                             |  |                                   |                                                       |  |  |  |  |  |  |  | Jindřich Brunšvicko-Dannenberský |
|                                      |                                                             |  |                                   |                                                       |  |  |  |  |  |  |  |                                  |
|                                      | August II. Brunšvicko-Wolfenbüttelský                       |  |                                   |                                                       |  |  |  |  |  |  |  |                                  |
|                                      |                                                             |  |                                   |                                                       |  |  |  |  |  |  |  |                                  |
|                                      |                                                             |  |                                   | Uršula Sasko-Lauenburská                              |  |  |  |  |  |  |  |                                  |
|                                      |                                                             |  |                                   |                                                       |  |  |  |  |  |  |  |                                  |
|                                      | Ferdinand Albrecht I. Brunšvicko-Wolfenbüttelský            |  |                                   |                                                       |  |  |  |  |  |  |  |                                  |
|                                      |                                                             |  |                                   |                                                       |  |  |  |  |  |  |  |                                  |
|                                      |                                                             |  |                                   | Jan Albert Meklenburský                               |  |  |  |  |  |  |  |                                  |
|                                      |                                                             |  |                                   |                                                       |  |  |  |  |  |  |  |                                  |
|                                      | Alžběta Žofie Meklenburská                                  |  |                                   |                                                       |  |  |  |  |  |  |  |                                  |
|                                      |                                                             |  |                                   |                                                       |  |  |  |  |  |  |  |                                  |
|                                      |                                                             |  |                                   | Markéta Alžběta Meklenburská                          |  |  |  |  |  |  |  |                                  |
|                                      |                                                             |  |                                   |                                                       |  |  |  |  |  |  |  |                                  |
|                                      | Ferdinand Albrecht II. Brunšvicko-Wolfenbüttelský           |  |                                   |                                                       |  |  |  |  |  |  |  |                                  |
|                                      |                                                             |  |                                   |                                                       |  |  |  |  |  |  |  |                                  |
|                                      |                                                             |  |                                   | Mořic Hesensko-Kasselský                              |  |  |  |  |  |  |  |                                  |
|                                      |                                                             |  |                                   |                                                       |  |  |  |  |  |  |  |                                  |
|                                      | Fridrich Hesensko-Eschwegský                                |  |                                   |                                                       |  |  |  |  |  |  |  |                                  |
|                                      |                                                             |  |                                   |                                                       |  |  |  |  |  |  |  |                                  |
|                                      |                                                             |  |                                   | Juliana Nasavsko-Dillenburská                         |  |  |  |  |  |  |  |                                  |
|                                      |                                                             |  |                                   |                                                       |  |  |  |  |  |  |  |                                  |
|                                      | Kristýna Hesensko-Eschwegská                                |  |                                   |                                                       |  |  |  |  |  |  |  |                                  |
|                                      |                                                             |  |                                   |                                                       |  |  |  |  |  |  |  |                                  |
|                                      |                                                             |  |                                   | Kazimír Falcko-Zweibruckenský                         |  |  |  |  |  |  |  |                                  |
|                                      |                                                             |  |                                   |                                                       |  |  |  |  |  |  |  |                                  |
|                                      | Eleonora Kateřina Falcko-Zweibrückenská                     |  |                                   |                                                       |  |  |  |  |  |  |  |                                  |
|                                      |                                                             |  |                                   |                                                       |  |  |  |  |  |  |  |                                  |
|                                      |                                                             |  |                                   | Kateřina Švédská                                      |  |  |  |  |  |  |  |                                  |
|                                      |                                                             |  |                                   |                                                       |  |  |  |  |  |  |  |                                  |
| Ferdinand Brunšvicko-Wolfenbüttelský |                                                             |  |                                   |                                                       |  |  |  |  |  |  |  |                                  |
|                                      |                                                             |  |                                   |                                                       |  |  |  |  |  |  |  |                                  |
|                                      |                                                             |  | August Brunšvicko-Wolfenbüttelský |                                                       |  |  |  |  |  |  |  |                                  |
|                                      |                                                             |  |                                   |                                                       |  |  |  |  |  |  |  |                                  |
|                                      | Anton Ulrich Brunšvicko-Wolfenbüttelský                     |  |                                   |                                                       |  |  |  |  |  |  |  |                                  |
|                                      |                                                             |  |                                   |                                                       |  |  |  |  |  |  |  |                                  |
|                                      |                                                             |  |                                   | Dorotea Anhaltsko-Zerbstská                           |  |  |  |  |  |  |  |                                  |
|                                      |                                                             |  |                                   |                                                       |  |  |  |  |  |  |  |                                  |
|                                      | Ludvík Rudolf Brunšvicko-Wolfenbüttelský                    |  |                                   |                                                       |  |  |  |  |  |  |  |                                  |
|                                      |                                                             |  |                                   |                                                       |  |  |  |  |  |  |  |                                  |
|                                      |                                                             |  |                                   | Fridrich Šlesvicko-Holštýnsko-Sønderbursko-Nordborský |  |  |  |  |  |  |  |                                  |
|                                      |                                                             |  |                                   |                                                       |  |  |  |  |  |  |  |                                  |
|                                      | Alžběta Juliana Šlesvicko-Holštýnsko-Sonderbursko-Norburská |  |                                   |                                                       |  |  |  |  |  |  |  |                                  |
|                                      |                                                             |  |                                   |                                                       |  |  |  |  |  |  |  |                                  |
|                                      |                                                             |  |                                   | Eleonora Anhaltsko-Zerbstská]                         |  |  |  |  |  |  |  |                                  |
|                                      |                                                             |  |                                   |                                                       |  |  |  |  |  |  |  |                                  |
|                                      | Antonie Amálie Brunšvicko-Wolfenbüttelská                   |  |                                   |                                                       |  |  |  |  |  |  |  |                                  |
|                                      |                                                             |  |                                   |                                                       |  |  |  |  |  |  |  |                                  |
|                                      |                                                             |  |                                   | Jáchym Arnošt Oettingenský                            |  |  |  |  |  |  |  |                                  |
|                                      |                                                             |  |                                   |                                                       |  |  |  |  |  |  |  |                                  |
|                                      | Albrecht Arnošt I. Öttingenský                              |  |                                   |                                                       |  |  |  |  |  |  |  |                                  |
|                                      |                                                             |  |                                   |                                                       |  |  |  |  |  |  |  |                                  |
|                                      |                                                             |  |                                   | Anna Dorotea z Hohenlohe-Neuensteinu                  |  |  |  |  |  |  |  |                                  |
|                                      |                                                             |  |                                   |                                                       |  |  |  |  |  |  |  |                                  |
|                                      | Kristýna Luisa Öttingenská                                  |  |                                   |                                                       |  |  |  |  |  |  |  |                                  |
|                                      |                                                             |  |                                   |                                                       |  |  |  |  |  |  |  |                                  |
|                                      |                                                             |  |                                   | Eberhard III. Württemberský                           |  |  |  |  |  |  |  |                                  |
|                                      |                                                             |  |                                   |                                                       |  |  |  |  |  |  |  |                                  |
|                                      | Kristýna Frederika Württemberská                            |  |                                   |                                                       |  |  |  |  |  |  |  |                                  |
|                                      |                                                             |  |                                   |                                                       |  |  |  |  |  |  |  |                                  |
|                                      |                                                             |  |                                   | Anna Kateřina ze Salm-Kyrburgu                        |  |  |  |  |  |  |  |                                  |
|                                      |                                                             |  |                                   |                                                       |  |  |  |  |  |  |  |                                  |